# New York, Chicago and St. Louis Railroad
Le New York, Chicago and St Louis Railroad (NYC&StL) (sigle de l'AAR : NKP) était une compagnie de chemin de fer qui opérait dans le centre des États-Unis. Couramment appelé le Nickel Plate Road, il desservait une large zone incluant les États de New York, de Pennsylvanie, de l'Ohio, de l'Indiana, et de l'Illinois. Ses premières connexions incluaient Buffalo, Chicago, Cleveland, Indianapolis, Saint-Louis et Toledo.
Le Nickel Plate Road fut construit en 1881 le long des rives des Grands Lacs, reliant Buffalo, New York et Chicago, pour concurrencer le Lake Shore and Michigan Southern Railway. En 1964, NKP et plusieurs autres transporteurs du Midwest furent fusionnés dans le Norfolk and Western Railway (N&W). Le but de l'expansion du N&W était de constituer un vaste réseau de 11 000 km plus compétitif en desservant 14 états américains et la province canadienne de l'Ontario. Le profitable N&W s'associa au riche Southern Railway pour former la Norfolk Southern Corporation en 1982.

## La situation dans les années 1870
Dans les 25 ans qui suivirent la Guerre de Sécession, la longueur du réseau ferroviaire plus que doubla et changea les États-Unis à jamais. Les chemins de fer permettaient aux biens fabriqués à l'est d'être distribués vers l'ouest en pleine expansion, et à moindre coût qu'auparavant. En faisant des économies d'échelle, les entreprises devenaient plus performantes. Les productions agricoles du Midwest allaient s'ouvrir sur un marché beaucoup plus vaste. Le chemin de fer et la construction de nouvelles lignes devenaient l'une des industries les plus importantes de cette époque. En 1881, 1 personne sur 32 était soit employée par une compagnie de chemin de fer, soit engagée dans la construction de voies.
À partir de 1877, deux grands développeurs du chemin de fer, William Henry Vanderbilt et Jay Gould, entrèrent en compétition pour le transport ferroviaire sur la rive sud des Grands Lacs. En 1878, William Henry Vanderbilt avait le monopole du trafic entre Buffalo, Cleveland, Detroit et Chicago, puisqu'il possédait le Lake Shore & Michigan Southern Railway dont la ligne était la seule à relier ces villes. De plus, il était l'Américain le plus riche du moment. En 1881, Jay Gould contrôlait environ 15 % de l'ensemble du réseau des États-Unis, dont la majorité se trouvait à l'ouest du fleuve Mississippi. Il était considéré comme le financier le plus impitoyable du pays. La compagnie la plus importante possédée par Jay Gould à l'est du fleuve Mississippi était le Wabash, St Louis and Pacific Railway (Wabash Railroad), dont le réseau mesurait 5 400 km. La ligne principale du Wabash allait de Saint-Louis à Toledo, Ohio. Mais à partir de Toledo, pour desservir l'est des États-Unis, il était obligé de remettre son trafic au Lake Shore Railroad propriété de son adversaire Vanderbilt.
Jay Gould et William Vanderbilt contrôlaient à eux deux tout le trafic est-ouest du Middle West. Le Seney Syndicate, propriétaire du Lake Erie & Western Railroad, long de 560 km, commença à s'intéresser à cette situation et aux revenus qu'il pourrait dégager avec une nouvelle ligne ferroviaire.

## Les origines
Le Seney Syndicate, dirigé par George I. Seney, créa le New York, Chicago and St. Louis Railway le 3 février 1881. Son but initial était de relier Cleveland, Ohio à Chicago, Illinois distants de 550 km, et poursuivre vers St Louis, Missouri situé à 525 km de Chicago.
Le 13 avril 1881, il racheta le Buffalo, Cleveland & Chicago Railway; Cette compagnie, créé en janvier 1881, étudiait une liaison entre l'ouest de Cleveland et Buffalo, dont la route irait en parallèle du Lake Shore and Michigan Southern Railway de William Henry Vanderbilt.
L'idée d'un chemin de fer est-ouest dans le nord de l'Ohio était très populaire dans l'esprit des gens. Ils voulait casser l'énorme trafic de marchandises acheminé par Jay Gould et William Henry Vanderbilt. Le 29 décembre 1876, Vanderbilt devint la personne la plus impopulaire de l'Ohio, à la suite de l'effondrement du pont du Lake Shore and Michigan Southern Railway dans la rivière Ashtabula, provoquant 92 morts et 64 blessés.
Une autre raison de la popularité du New York, Chicago and St. Louis Railway venait du fait que tout nouveau chemin de fer avait un impact économique favorable pour les villes qu'il traversait. Certains journaux attaquèrent le New York, Chicago and St. Louis Railway. Ainsi le journal Chronicle de Norwalk écrivait que ses rails avaient un plaquage de nickel ("... the arrival of a party of engineers to make a survey for the "great New York and St. Louis double track, nickel plated railroad" ."). La compagnie adopta ce surnom et devint plus connue sous l'appellation Nickel Plate Road.
Il fut décidé de commencer la construction par la route déjà étudiée entre Cleveland et Buffalo, plutôt que de construire l'embranchement vers Saint-Louis. Cinq cents jours plus tard, les 825 km de voie unique reliant Buffalo à Chicago, Illinois étaient posés. Le chemin de fer utilisa 80 000 tonnes d'acier pour les rails, et 1,5 million de traverses en chênes. Il nécessita la construction de 49 ponts importants. La ligne était caractérisées par de longues sections de lignes droites, des rampes modérées, et des ponts impressionnants. Le Nickel Plate fit rouler ses premiers trains sur la totalité de son réseau le 16 octobre 1882.
Vanderbilt et Gould observaient les travaux avec beaucoup d'intérêts. L'un ou l'autre pouvait racheter le Nickel Plate, et mettre un terme à cette menace. Par contre si le Nickel Plate restait indépendant, il serait capable de provoquer des pertes de revenus substantielles à ces deux entrepreneurs.
Vanderbilt essaya de diminuer la valeur du Nickel Plate en organisant une campagne de diffamation. Si Vanderbilt était victorieux, il pourrait soit contraindre le Seney Syndicate à lui vendre le Nickel Plate, soit mettre ce chemin de fer en banqueroute. Mais en calomniant le Nickel Plate, Vanderbilt risquait de pousser le Seney Syndicate dans une alliance avec Gould. Pendant longtemps, Vanderbilt réussit à faire courir la rumeur que le Nickel Plate n'était pas sûr puisqu'il utilisait des matériaux de mauvaise qualité ; cependant il ne réussit pas à le faire dévaluer, ni à effrayer les investisseurs.
Le coût de la construction était plus élevé que prévu, et le Seney Syndicate commença à négocier avec Gould. Mais Gould, frustré de ne pas avoir suffisamment de capitaux, mit un terme aux négociations, et renonça à son projet de briser Vanderbilt.

## La période du Lake Shore and Michigan Southern
Le 25 octobre 1882, seulement quelques jours après sa mise en service, le Nickel Plate fut vendu par le Seney Syndicate à Vanderbilt pour la somme de 7,2 millions de dollars, alors qu'au début des années 1881, il ne valait qu'un million. Mais Vanderbilt était prêt à tout pour éviter son rachat par Gould et perdre ainsi son monopole sur le trafic à l'est de Toledo. Il transféra l'essentiel du trafic du Nickel Plate vers son Lake Shore and Michigan Southern Railway, ne lui laissant juste de quoi rester solvable. En 1887, la compagnie adopta le nom de New York, Chicago and St. Louis Railroad. Cependant, comme sa ligne autorisait un trafic plus rapide, le Nickel Plate fut surnommé en 1888, "The Meat Express Line"; des observateurs à Fort Wayne (Indiana) voyaient passer 6 longs trains de viande la nuit et 2 de fruits le jour. Au milieu des années 1910, le Nickel Plate Road ne servait qu'à transférer des marchandises vers d'autres compagnies. Durant la même période, le Lake Shore and Michigan Southern Railway prospérait et s'étendait.
Vanderbilt, consolida beaucoup de ses chemins de fer dans le New York Central Railroad (NYC) qu'il contrôlait depuis 1867. Malgré les années qui passaient, le Nickel Plate était toujours considéré comme une menace pour le NYC.

## L'époque des Van Sweringen
Les frères Van Sweringen de Cleveland, Ohio furent les nouveaux propriétaires du Nickel Plate. Oris Paxton Van Sweringen et son plus jeune frère Mantis James Van Sweringen étaient des promoteurs immobiliers qui construisirent une ligne de transit rapide entre Shaker Heights, Ohio et le centre-ville de Cleveland. Dès 1909, ils proposaient un embryon de gare terminus au niveau du Public Square de Cleveland.
Le Nickel Plate était la clé du dispositif; il traversait Cleveland d'est en ouest, il disposait d'un passage surélevé lui permettant de traverser la vallée de la Cuyahoga, et il passait à côté de l'emplacement proposé pour la gare terminus.
Entre 1890 et 1913, Cleveland quadrupla sa population. La ville, désirant réaménager son urbanisation, lança de nombreux projets. Elle souhaitait aussi regrouper toutes ses gares. En effet, le Lake Shore and Michigan Southern Railway, le Pennsylvania Railroad, et le Cleveland, Cincinnati, Chicago and St Louis Railroad partageaient la gare surpeuplée d'Union Station en bordure du lac. Quant aux autres chemins de fer, l'Erie Railroad, le Baltimore and Ohio Railroad, le Nickel Plate Road et le Wheeling and Lake Erie Railroad, ils avaient tous leurs propres gares sur la rive nord de la rivière Cuyahoga juste au sud du centre-ville.
Le Lake Shore and Michigan Southern Railway était contrôlé par Alfred H Smith du New York Central Railroad (NYC). Mais Smith était un ami des Van Sweringen, et il les aida à financer la construction de leur ligne vers Shaker Heights. Lorsque le ministre de la justice déclara à Vanderbilt que son contrôle, via le NYC, du Lake Shore and Michigan Southern et du Nickel Plate était en violation de la loi fédérale anti trust, Alfred Smith proposa de céder le Nickel Plate aux Van Sweringen le 1er février 1916. La transaction eut lieu le 13 avril 1916 pour la somme de 8,5 millions de dollars. Les frères Van Sweringen se retrouvaient avec 75 % des droits de votes. Ils n'investirent qu'un demi million de dollars supplémentaire pour optimiser la ligne.
Les frères Vans Sweringen n'avaient pas l'intention de diriger le Nickel Plate. Alfred Smith persuada John J. Bernet, vice-président du NYC, de prendre la présidence du Nickel Plate. Alfred Smith, pour montrer que les Van Sweringen n'étaient pas les marionnettes de Vanderbilt, demanda au Nickel Plate de récupérer les 6,5 millions de dollars que lui devait le NYC.

## La présidence de John Bernet

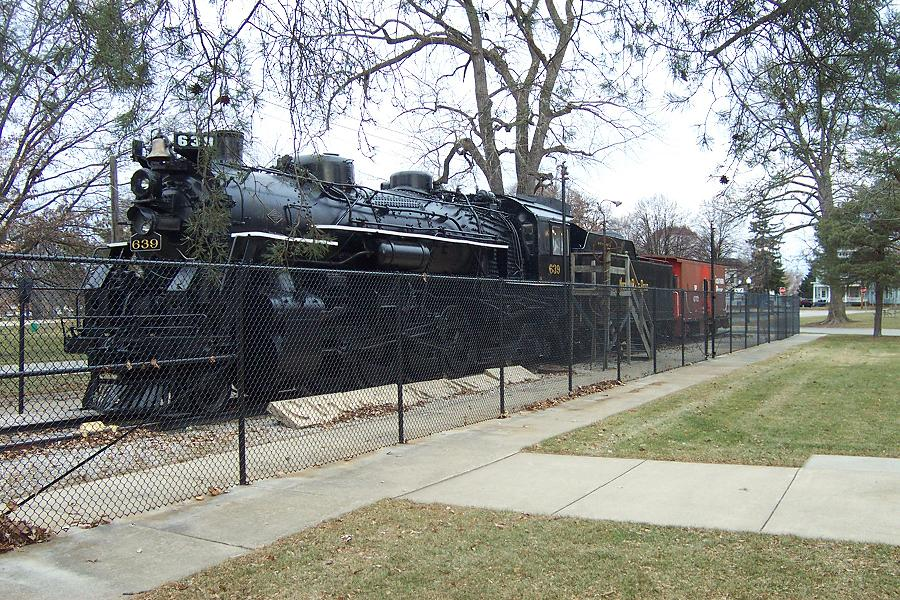
Locomotive du NKP conservé à Bloomington, Illinois.

Durant le règne de Bernet, le NKP se développa substantiellement. En 1922, le Nickel Plate racheta le Lake Erie and Western Railroad, lui donna accès à Sandusky et Peoria. Il prit également le contrôle du Toledo, St. Louis and Western Railroad, surnommé "The Cloverleaf" (la feuille de trèfle), lui permettant enfin d'accéder à Saint-Louis, Missouri, mais aussi à Toledo, Ohio.
Bernet doubla le tonnage de marchandises acheminées par le NKP, augmenta la vitesse sur le réseau, et réduisit par deux la consommation de charbon. Bernet quitta le NKP à la fin de 1926.
Bernet revint à la tête du Nickel Plate en 1933. En 1934, Bernet commanda 15 locomotives Berkshire, lesquelles furent très appréciées par le NKP. Bernet resta à la présidence de la compagnie jusqu'à sa mort en 1935.
Le 29 décembre 1937, le Chesapeake and Ohio Railway (C&O) gagna le contrôle du Nickel Plate Road.

## La seconde guerre mondiale et l'après guerre

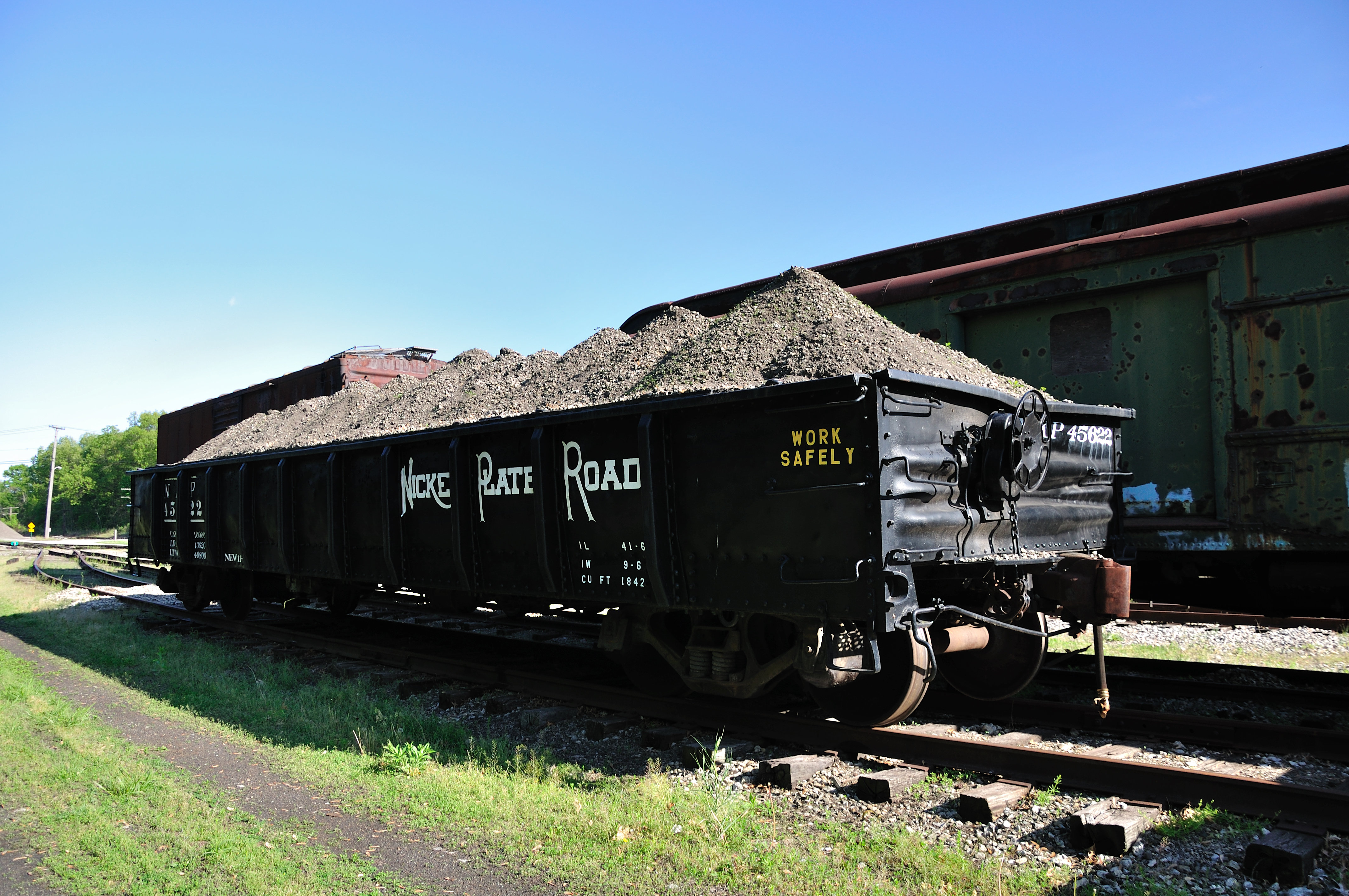
Wagon du Nickel Plate (construit en 1946), chargé de gravier.

Durant le conflit mondial, le Nickel Plate, comme tous les autres chemins de fer des États-Unis, se trouva dynamisé par l'effort de guerre. Le NKP commanda 55 Berkshires supplémentaires.
Après la guerre, le C&O se désengagea du NKP en 1947. Cette année-là, le NKP commanda 11 locomotives diesel-électrique, appelées "Bluebirds". Elles furent les premières locomotives du NKP à ne pas être peintes en noire depuis le début des années 1900.
En 1949, le NKP reçut sa dernière Berkshire, la n°779, qui fut également la dernière locomotive à vapeur construite par Lima Locomotive Works. Le 1er décembre 1949, le NKP loua le Wheeling and Lake Erie Railway.
En 1960, la dernière locomotive à vapeur fut retirée du service, laissant la place à un parc totalement dieselisé.

## La fin d'une époque: la fusion avec le N&W

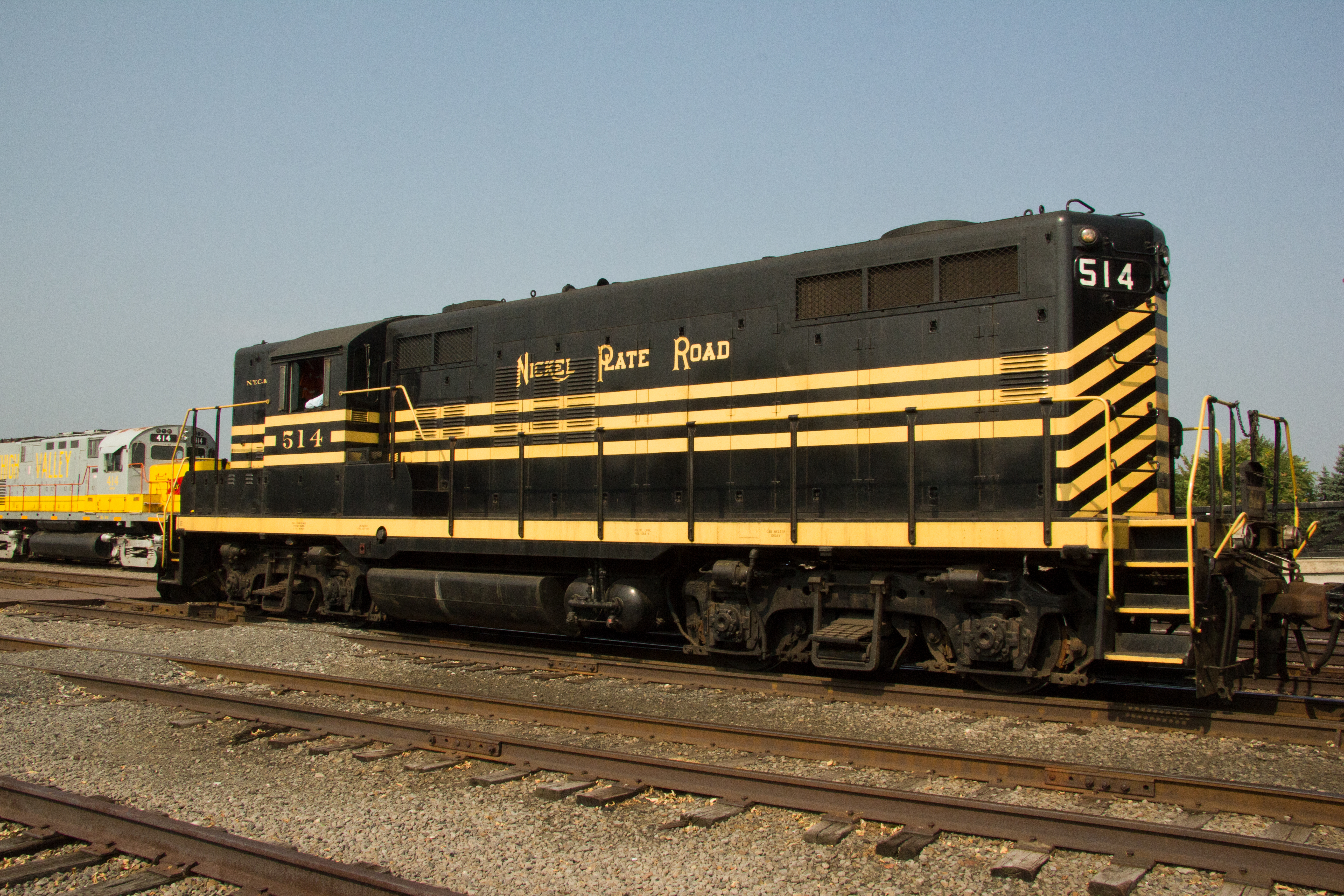
EMD GP9 du Nickel Plate.

Après la seconde guerre mondiale, beaucoup de compagnies est américaines connurent un déclin financier. Cependant un futur géant se mit en place; le profitable Norfolk and Western Railway commença par racheter le 1er décembre 1959 son rival le Virginian Railway qui desservait la région du Pocahontas riche en charbon. En 1964, alors que le PRR contrôlait jusqu'à 1/3 du N&W, ce dernier se lança dans l'une des fusions les plus complexes du moment: l'absorption du Nickel Plate (ex Vanderbilt), du Wabash (ex Gould), du Pittsburgh and West Virginia Railway et de l'Akron, Canton and Younstown Railroad. À cette période le Pennsylvania Railroad déjà affaibli se retira du N&W pour réaliser sa fusion avec le New York Central. Cette énorme fusion, qui s'acheva le 16 octobre 1964, donna au N&W un vaste réseau plus compétitif dans l'est des États-Unis; d'une longueur de 11 000 km, il desservait 14 États, ainsi que l'Ontario au Canada. Le profitable N&W en s'unissant au non moins profitable Southern Railway, formèrent le Norfolk Southern Railway en 1982.

## Les gares terminus de Chicago
En 1897 le Nickel Plate put relier sa gare de LaSalle Street Station à celle du Lake Shore and Michigan Southern Railway, à partir de Grand Crossing via des droits de passages sur la ligne du LS&MS. En 1928, il utilisa LaSalle.

### Traduction
- (en) Cet article est partiellement ou en totalité issu de l’article de Wikipédia en anglais intitulé « New York, Chicago and St. Louis Railroad » (voir la liste des auteurs).